# 320

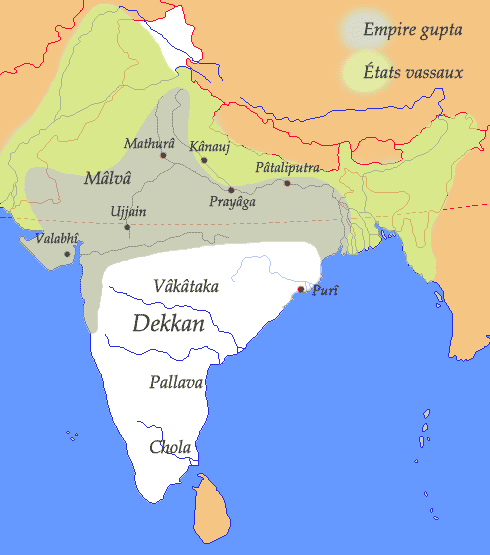
Het Gupta Rijk (grijs gebied) in India

Het jaar 320 is het 20e jaar in de 4e eeuw volgens de christelijke jaartelling.

## Gebeurtenissen

### Italië
- Keizer Constantijn de Grote (zesde maal) en zijn 3-jarige zoon Constantijn II, worden door de Senaat gekozen tot consul van het Imperium Romanum.

### Egypte
- Pachomius sticht in Opper-Egypte aan oevers van de Nijl een kloosterorde. Hij stelt een leefregel in, gebaseerd op vasten en seksuele onthouding.

### Europa
- De 15-jarige Crispus, oudste zoon van Constantijn I, voert in Gallië (alleen in naam) een succesvolle veldtocht tegen de Franken. Hij resideert in Augusta Treverorum (huidige Trier) en stabiliseert de Rijngrens voor een vredesperiode van twintig jaar.

### Klein-Azië
- Licinius, keizer van het Oost-Romeinse Rijk, begint nieuwe christenvervolgingen. Hij laat kerken in brand steken en martelt onschuldige christenen.
- Arius schrijft een brief aan Alexander van Alexandrië, hierin legt hij opnieuw zijn religieuze opvattingen uit en verwerpt de Heilige Drie-eenheid.

### India
- Koning Chandragupta I (320 - 335) bestijgt de troon en sticht het Gupta Rijk (India). Tijdens zijn regeringsperiode wordt het boeddhisme uitgebreid. Patliputra wordt het machtscentrum van het rijk, cultuur wordt beoefend in architectuur, kunst en wetenschap.
- Kālidāsa, Indisch schrijver en dichter, schrijft zijn gedichten, sagen en verhalen gebaseerd op de hindoeïstische mythologie en filosofie.

### Midden-Amerika
- 2 augustus - In Yaxchilán, een stadstaat van de Maya's, sticht koning Yat-Balam (Penis van de Jaguar) een dynastie die zo'n vijfhonderd jaar zal blijven bestaan.

## Geboren
- Aurelius Victor, Romeins historicus (overleden 390)
- Constans I, keizer van het Romeinse Rijk (waarschijnlijke datum)
- Severinus van Keulen, Duits bisschop en heilige (overleden 404)
- Vettius Agorius Praetextatus, Romeins senator (waarschijnlijke datum)

## Overleden
- Lactantius, christelijk schrijver en adviseur van Constantijn de Grote
- Pelagia van Tarsus (33), heilige en martelares